# Полицын, Ананий Васильевич
Ананий Васильевич Полицын (30 декабря 1937 года) — советский и российский военный деятель и ведущий специалист в области разработки формы применения системы стратегических операций ядерных сил, кандидат военных наук, профессор, член-корреспондент Академии военных наук, генерал-лейтенант. 

## Биография
Родился 30 декабря 1937 года в Москве.
С 1955 по 1960 год обучался в Ленинградской Краснознамённой военно-воздушной инженерной академии имени А. Ф. Можайского.  С 1960 года служил в составе Ракетных войск стратегического назначения СССР (с 1992 года — Ракетных войск стратегического назначения Российской Федерации) на различный инженерных и командно-штабных должностях, в том числе заместителем командира и командиром группы подготовки и пуска ракет, заместителем командира ракетного дивизиона по вооружению, начальником штаба и командиром ракетного полка.
С 1976 по 1978 год — начальник штаба 8-й ракетной дивизии. С 1978 по 1981 год обучался в  Военной ордена Ленина Краснознамённой ордена Суворова академии Генерального штаба Вооружённых Сил СССР имени К. Е. Ворошилова. В 1981 году Постановлением СМ СССР ему было присвоено военное звание генерал-майор.
С 1981 по 1985 год — командир 8-й ракетной дивизии, в составе частей дивизии под руководством А. В. Полицына состояли подвижные грунтовые ракетные комплексы  с твёрдотопливной двухступенчатой баллистической ракетой средней дальности «РСД-10» и с трёхступенчатой твердотопливной межконтинентальной баллистической ракетой «РТ-2ПМ». 
С 1985 по 1990 год — начальник штаба и первый заместитель командующего 50-й ракетной армии. С 1990 по 1994 год служил в центральном аппарате Генеральном штабе Вооружённых сил СССР (с 1991 года Генеральный штаб Вооружённых сил Российской Федерации) в должности начальника управления и первого заместителя начальника Центра оперативно-стратегических исследований (с 1992 года — Центра военно-стратегических исследований). В 1991 году А. В. Полицын защитил диссертацию на соискание учёной степени кандидат военных наук, а в 1994 году ему было присвоена учёное звание профессор. С 1994 года после увольнения в запас работал ведущим научным сотрудником Центра военно-стратегических исследований Генерального штаба Вооружённых сил Российской Федерации в качестве ведущего научного сотрудника. С 1997 года — старший научный сотрудник Научно-исследовательского центра Военной академии РВСН имени Петра Великого. А. В. Полицын являлся одним из ведущих разработчиков формы применения системы стратегических операций ядерных сил (СОЯС), им был внесён существенный вклад в разработку основополагающих действующих  документов по боевому управлению Вооруженными Силами Российской Федерации. 

## Награды
- Орден Красной Звезды
- Орден «За службу Родине в Вооружённых Силах СССР» III степени[1]